# 帯広ラジオ送信所
帯広ラジオ送信所（おびひろラジオそうしんじょ）は、北海道十勝総合振興局の大半をカバーするラジオ送信所。但し、ここではHBC帯広放送局が2011年（平成23年）7月24日まで併設していたアナログテレビ放送送信所についても併記する。

## 概要
NHK第1放送帯広放送局は十勝総合振興局南部を除く全域、第2放送は全域をカバーし、HBCラジオとSTVラジオは十勝総合振興局全域をカバーしている。HBCアナログテレビは、東は十勝郡浦幌町西部、西は上川郡清水町、南は河西郡更別村、北は河東郡上士幌町をカバーしていた。

## 送信施設

### ラジオ

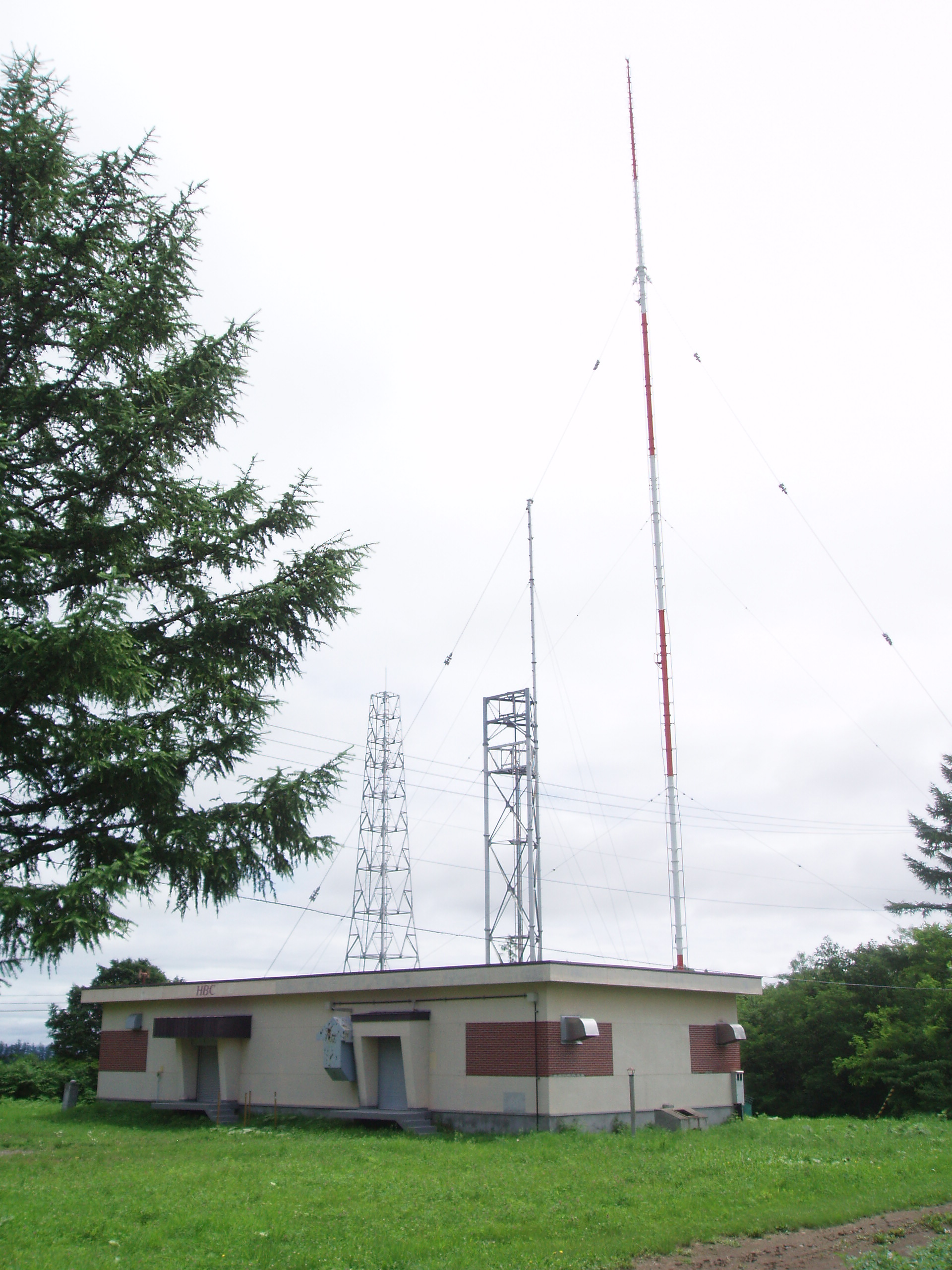
HBCラジオ帯広放送局（アナログテレビアンテナ併設時代）

| 周波数（kHz） | 放送局名             | 呼出符号 | 空中線電力 | ERP                 | 放送対象地域   | 放送区域 内世帯数 | 運用開始日      |
| ------------- | -------------------- | -------- | ---------- | ------------------- | -------------- | ----------------- | --------------- |
| 603           | NHK 帯広第1          | JOOG     | 5kW        | 中波放送の ためなし | 十勝総合振興局 | 不明              | 1936年 11月22日 |
| 1071          | STVラジオ 帯広放送局 | JOWM     | 5kW        | 中波放送の ためなし | 十勝総合振興局 | 不明              | 1964年 3月1日   |
| 1125          | NHK 帯広放送局第2    | JOOC     | 1kW        | 中波放送の ためなし | 十勝総合振興局 | 不明              | 1950年 4月25日  |
| 1269          | HBCラジオ 帯広放送局 | JOHW     | 5kW        | 中波放送の ためなし | 十勝総合振興局 | 不明              | 1955年 8月      |

### テレビ（廃局）
| ch | 放送局名             | 呼出符号 | 空中線電力        | ERP                 | 放送対象地域   | 放送区域 内世帯数 | 偏波面   | 運用開始日 |
| -- | -------------------- | -------- | ----------------- | ------------------- | -------------- | ----------------- | -------- | ---------- |
| 6  | HBCテレビ 帯広放送局 | JOHW-TV  | 映像1kW/ 音声250W | 映像10kW/ 音声2.5kW | 十勝総合振興局 | 不明              | 水平偏波 | 1963年 7月 |

- かつて、当送信所付近に、テレビ札幌放送局の親局（手稲山）からの放送波を受信するために、巨大なアンテナが設置されていた。

## 備考

### NHK帯広放送局
- 送信所は、音更町大通18丁目3番3号に所在する。（演奏所は帯広市西5条南7丁目2番2号）
- 第1放送は開局当初[2]657kHzで放送されていたが、1987年（昭和62年）から現在の周波数に変更された。
- 第2放送は空中線電力が小さいため、聴こえにくい場合は釧路放送局（1152kHz・10kW）か、札幌放送局（747kHz・500kW）を聴くことになる。

### HBC
- 送信所は、幕別町豊岡に所在する。（演奏所は帯広市西2条南10丁目11番地）
- 2011年（昭和23年）7月24日までは、アナログテレビ・ラジオ一体型の送信所として運用されていた。
- アナログ放送終了後も、ラジオの単独送信所として運用を継続している。

### STVラジオ
- 1964年（昭和39年）の開局当初は1420kHz・100Wで放送されていたが、その後1490kHzを経て、1978年（昭和53年）11月23日に1485kHzに変更され、1530kHz・1kWを経て1995年（平成7年）10月に現在の周波数、出力に変更された。
- 送信所は、音更町木野新町5番1号に所在する。（演奏所は帯広市西3条南9丁目2番地）
- 呼出符号はSTVアナログテレビとは異なる[3]。
- STVラジオの送信所は親会社の札幌テレビ放送が施設を保守管理している。